# Wrześnica Mała
Wrześnica Mała (Wrześnianka) – struga, lewy dopływ Wrześnicy o długości 13,07 km. 
Wypływa na Pojezierzu Wielkopolskim  na wysokości około 112 m n.p.m. Przepływa przez wsie: Czerniejewko, Gębarzewo, Goraniec, Golimowo. Uchodzi we wsi Noskowo.